# Моніка Шнейдер
Моніка Шнейдер (пол. Моніка Шнейдер; нар. 12 серпня 1983) — колишня польська тенісистка.
Найвищу одиночну позицію світового рейтингу — 484 місце досягла 16 червня 2003, парну — 434 місце — 24 травня 2004 року.
Здобула 2 парні титули туру ITF.

## Фінали ITF

### Одиночний розряд: 1 (поразка)
| Результат | Ранг | Дата          | Турнір                | Покриття | Суперниця      | Рахунок  |
| --------- | ---- | ------------- | --------------------- | -------- | -------------- | -------- |
| Поразка   | 1.   | 8 червня 2003 | ITF Анкара, Туреччина | Ґрунт    | Ольга Лазарчук | 4–6, 4–6 |

### Парний розряд: 6 (2–4)
| Результат | Ранг | Дата              | Турнір                     | Покриття  | Партнерка            | Суперниці                             | Рахунок       |
| --------- | ---- | ----------------- | -------------------------- | --------- | -------------------- | ------------------------------------- | ------------- |
| Поразка   | 1.   | 19 травня 2003    | ITF Олецько, Польща        | Ґрунт     | Аліція Росольська    | Катерина Деголевич Мішелл Саммерсайд  | 2–6, 6–1, 4–6 |
| Поразка   | 2.   | 10 серпня 2003    | ITF Гдиня, Польща          | Ґрунт     | Ірина Кузьміна-Рімша | Клаудія Янс-Ігначик Аліція Росольська | 5–7, 2–6      |
| Поразка   | 3.   | 16 листопада 2003 | ITF Гавр, Франція          | Ґрунт (i) | Мартіна Бабакова     | Леслі Буткевіч Евелін Ваніфте         | 2–6, 2–2 ret. |
| Перемога  | 1.   | 3 травня 2004     | ITF Варшава, Польща        | Ґрунт     | Ольга Брозда         | Natalia Bogdanova Валерія Бондаренко  | 2–6, 6–4, 6–2 |
| Поразка   | 4.   | 14 травня 2005    | ITF Фалькенберг, Швеція    | Ґрунт     | Наталія Колат        | Марі Андерссон Юганна Ларссон         | 1–6, 1–6      |
| Перемога  | 2.   | 19 липня 2005     | ITF Дюссельдорф, Німеччина | Ґрунт     | Ольга Брозда         | Даниця Крстаїч Олена Чалова           | 1–6, 6–1, 6–2 |